# Unione Sportiva Dilettantistica San Zaccaria
L'Unione Sportiva Dilettantistica San Zaccaria, o semplicemente San Zaccaria, è una società polisportiva ravennate. La società deve la sua ragione sociale al nome della frazione a sud di Ravenna dove ha sede. Con la sezione femminile ha militato per 4 stagioni in Serie A, la massima serie del campionato italiano femminile di calcio.

## Storia
La società, attiva nella promozione del calcio dilettantistico sia maschile che femminile, ha avuto come rappresentativa più autorevole la sezione di calcio femminile, la cui prima squadra ha militato in Serie A. La sezione maschile milita invece nella Terza Categoria dell'Emilia-Romagna.

### Sezione femminile

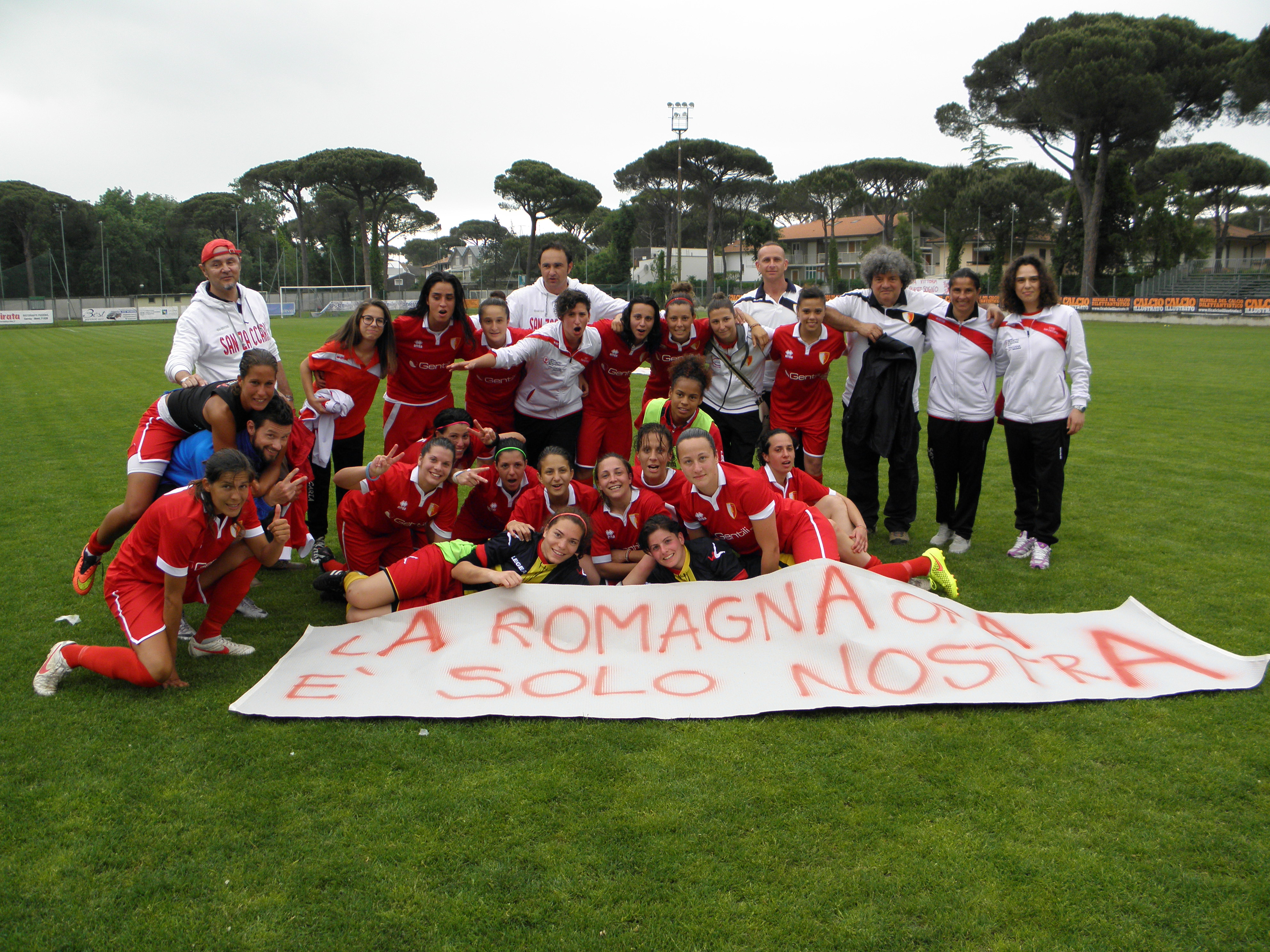
Milano Marittima, Stadio Germano Todoli, stagione 2014-15: il San Zaccaria festeggia la salvezza al termine dei play-out.

La sezione viene istituita nei primi anni duemila e dalla stagione 2004-2005 è iscritta alla Serie C regionale.
Dopo aver militato diverse stagioni al secondo livello del campionato di calcio femminile, prima nella Serie A2 e poi, dopo la riforma del campionato ad opera della Lega Nazionale Dilettanti, in Serie B, al termine della stagione 2013-14 riesce a totalizzare 67 punti raggiungendo il primo posto del Girone C, sopravanzando di 15 punti la seconda classificata, il Vittorio Veneto, e conquistando la promozione alla Serie A. Nella sua prima stagione nella massima serie, la 2014-15, il San Zaccaria riesce ad ottenere al termine del campionato regolare 28 punti che le valgono il nono posto, risultando la miglior squadra tra le neopromosse. Ottiene la salvezza ai play-out, nel "derby di Romagna", in casa delle giallorossoblu del Riviera di Romagna: dopo la rete del vantaggio siglata da Patrizia Caccamo al 41', le biancorosse rimontano al 48' con Lara Barbieri ed al 61' con Giorgia Galletti, vincendo così per 2-1 ed aggiudicandosi così il diritto di disputare la loro seconda stagione in Serie A.
Al termine della stagione, la squadra viene affidata alla conduzione tecnica di Marinella Piolanti. La seconda stagione in Serie A del San Zaccaria si è conclusa con un sesto posto, conquistato alla nona giornata e mantenuto fino alla fine del campionato. A fine stagione viene nominato nuovo tecnico Gianluca Nardozza.
Il 27 novembre 2018 il titolo sportivo dell'U.S.D. San Zaccaria è stato attribuito alla società Ravenna Women F.C. S.S.D., posseduta dal Ravenna Football Club 1913.

## Maglie
| prima divisa 2015-2016 | seconda divisa 2015-2016 | prima divisa 2014-2015 | seconda divisa 2014-2015 |

## Società

### Organigramma societario
- Rinaldo Macori - Presidente
- Loris Suprani - Presidente onorario
- Fausto Lorenzini - Direttore sportivo
- Dario Fantini - Direttore generale

## Allenatori
Di seguito l'elenco di allenatori del San Zaccaria dall'anno della fondazione.
- 2007-2008  Sauro Fonesi
- 2008-2010  Massimo Boioicchi
- 2010  Gianluca Foschi
- 2010-2012  Mirco Balacich
- 2012-2015  Jacopo Leandri
- 2015  Fausto Lorenzini
- 2015-2016  Marinella Piolanti
- 2016-2017  Gianluca Nardozza (fino al 9 gennaio)
- 2017  Fausto Lorenzini (dal 9 gennaio)
- 2017-2018  Mirco Balacich,  Andrea Rizzo (fino al 3 gennaio)
- 2018  Fausto Lorenzini,  Andrea Rizzo (dal 6 gennaio)

## Palmarès
- Campionato italiano di Serie B: 1

2013-2014